# Herbita harmonidaria
Herbita harmonidaria là một loài bướm đêm trong họ Geometridae.